# Heuvelland (région)
Pour les articles homonymes, voir Heuvelland.

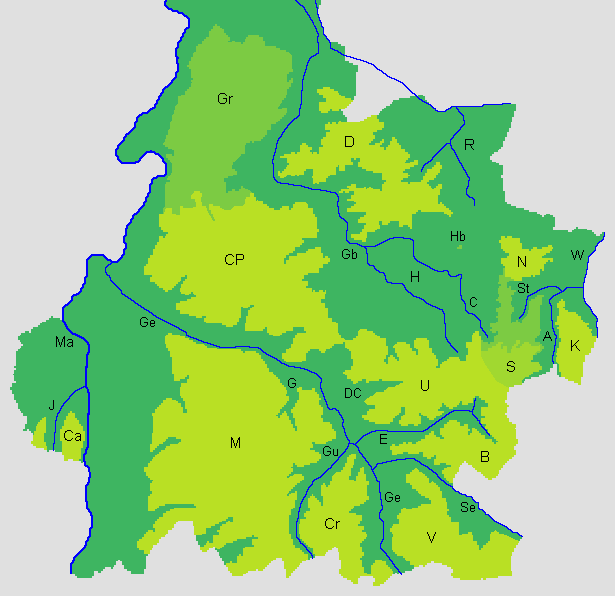
Carte des plateaux et des vallées du Limbourg méridional.

Le Heuvelland (« terre de collines » ou « région vallonnée » en néerlandais) est une région dans le sud du Limbourg aux Pays-Bas, située à l'est de Maastricht.
Elle comprend les communes de Meerssen, Margraten, Fauquemont-sur-Gueule, Simpelveld, Vaals et Gulpen-Wittem. Sa partie occidentale coïncide avec le Mergelland limbourgeois.